# Julius von Wasielewski
 Friedrich Joseph Carl Julius von Wasielewski  (* 26. Februar 1857 in Danzig; † 30. Januar 1938 in Dresden) war ein preußischer Generalmajor.

## Leben

### Familie
Julius von Wasielewski war ein Sohn des preußischen Oberst Carl Heinrich von Wasielewski (1811–1873) und dessen Ehefrau Mathilde, geborene Roepell (1831–1866). Sein älterer Bruder war der spätere preußische General der Infanterie Hugo von Wasielewski (1853–1936).
Wasielewski war mit Elisabeth Lehmann (1860–1943) verheiratet. Die Ehe blieb kinderlos.

### Militärkarriere
Wasielewski besuchte die Kadettenhäuser in Kulm sowie in Berlin und wurde anschließend am 23. April 1874 als Sekondeleutnant dem 4. Ostpreußischen Grenadier-Regiment Nr. 5 der Preußischen Armee in Danzig überwiesen. Vom 1. März 1878 bis zum 28. Februar 1883 diente er als Adjutant des I. Bataillons und avancierte Mitte Oktober 1884 zum Premierleutnant. Ab Oktober 1885 absolvierte Wasielewski zur weiteren Ausbildung die Kriegsakademie und war ab dem 1. April 1889 zum Großen Generalstab. Den Rang eines Hauptmann im Großen Generalstab erlangte er am 24. März 1890. Die Ernennung zum Kompaniechef im Infanterie-Regiment Nr. 140 erfolgte am 25. März 1893. In den Generalstab der 16. Division wurde er am 12. September 1894 berufen. Genau ein Jahr später (12. September 1895) erlangte er das Patent zum Major. Am 18. Oktober 1896 erfolgte die Versetzung in den Generalstab des Gouvernements in Straßburg im Elsass, schließlich am 25. Juni 1898 in den Generalstab des VIII. Armee-Korps. Die Ernennung zum Kommandeur des II. Bataillons im Leib-Grenadier-Regiment „König Friedrich Wilhelm III.“ (1. Brandenburgisches) Nr. 8 erfolgte am 18. Oktober 1900. Ab dem 1. Oktober 1901 war er Militärlehrer an der Kriegsakademie, stieg am 22. April 1902 zum Oberstleutnant auf und war ab Anfang März 1904 zur Dienstleistung beim Gouvernement von Ulm kommandiert. In dieser Stellung erhielt Wasielewski anlässlich des Ordensfestes im Januar 1905 den Roten Adlerorden III. Klasse mit Schleife. Am 16. März erfolgte seine Beförderung zum Oberst und am 22. April 1905 wurde Wasielewski Kommandeur des in Metz stationierten 1. Lothringischen Infanterie-Regiments Nr. 130. Mit der Uniform des Generalstabes der Armee nahm er kurz darauf am 18. Mai 1905 seinen Abschied.
Mit Beginn des Ersten Weltkriegs wurde Wasielewski als Chef des Generalstabes des Stellvertretenden Generalkommandos beim IV. Armee-Korps wiederverwendet. Den Charakter als Generalmajor erhielt Wasielewski am 26. Oktober 1917, das Patent seines Dienstgrades am 27. Januar 1918. Nach Kriegsende wurde die Mobilmachungsbestimmung am 17. Dezember 1918 aufgehoben.